# 320942 Jeanette-Jesse
320942 Jeanette-Jesse è un asteroide della fascia principale. Scoperto nel 2008, presenta un'orbita caratterizzata da un semiasse maggiore pari a 2,6299278 UA e da un'eccentricità di 0,0719758, inclinata di 1,64452° rispetto all'eclittica.